# Paul Pellisson
Paul Pellisson (egentligen Pellisson-Fontanier), född den 30 oktober 1624, död den 7 februari 1693, var en fransk skriftställare.
Pellisson, som mot slutet av sitt liv var kunglig historiograf, utgav Relation contenant l'histoire de l'Académie française (omfattande åren 1635–1652), den ofullbordade Histoire de Louis XIV (tryckt 1749), teologiska skrifter och fromma andaktsböcker med mera. Han blev ledamot av Franska akademien 1653.